# Премія імені О. О. Фрідмана

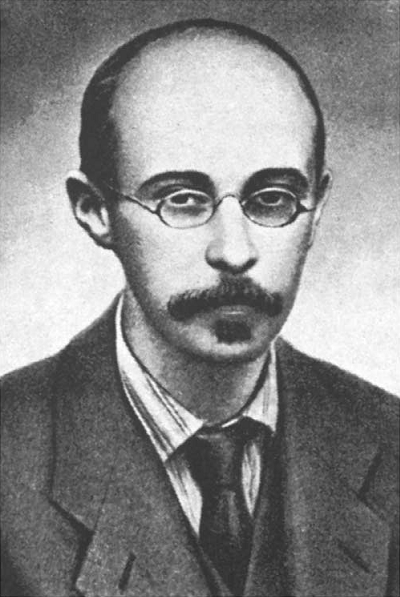
Олександр Фрідман, російський фізик-космолог, геофізик

Премія імені О. О. Фрідмана — радянська і російська премія у галузі фізики, що присуджується за видатні наукові роботи з космології та гравітації. Має ім'я професора Олександра Олександровича Фрідмана.
Започаткована 1972 року Академією наук СРСР за кращі наукові роботи в галузі метеорології. Створена заново постановою президії Російської академії наук від 23 лютого 1993 року. Премія вручається раз на 3 роки.

## Хронологія
| Рік  | Лауреат                             | Номінація |
| ---- | ----------------------------------- | --- |
| 1972 | Кібель Ілля Єфроїмович              | За монографію «Введення в гідродинамічні методи короткострокового прогнозу погоди» (1957) і серію робіт з динамічної метеорології (1958—1970).   |
| 1975 | Марчук Гурій Іванович               | За цикл робіт у галузі гідродинамічних методів прогнозу погоди і фізики атмосферних процесів.                                                    |
| 1978 | Блінова Катерина Микитівна          | За цикл робіт «Динаміка атмосферних рухів планетарного масштабу. Гідродинамічний довгостроковий прогноз погоди і теорія клімату».                |
| 1981 | Юдін Міхель Айзикович               | За цикл робіт з гідродинамічних і статистичних методів прогнозу метеорологічних полів.                                                           |
| 1984 | Обухов Олександр Михайлович         | За цикл робіт з великомасштабної динаміки атмосфери.                                                                                             |
| 1990 | Голіцин Георгій Сергійович          | За цикл робіт з дослідження загальної циркуляції атмосфери і конвекції.                                                                          |
| 1993 | Димніков Валентин Павлович          | За цикл робіт з теорії великомасштабних атмосферних процесів і теорії клімату.                                                                   |
| 1993 | Монін Андрій Сергійович             | За цикл робіт з теорії великомасштабних атмосферних процесів і теорії клімату.                                                                   |
| 1993 | Філатов Олександр Миколайович       | За цикл робіт з теорії великомасштабних атмосферних процесів і теорії клімату.                                                                   |
| 1996 | Старобінський Олексій Олександрович | За серію праць з теорії десіттерівської (інфляційної) стадії в ранньому Всесвіті та її наочним проявам.                                          |
| 1999 | Рубаков Валерій Анатолійович        | За серію робіт «Утворення баріонної асиметрії Всесвіту».                                                                                         |
| 1999 | Кузьмин Вадим Олексійович           | За серію робіт «Утворення баріонної асиметрії Всесвіту».                                                                                         |
| 2002 | Сюняєв Рашид Алійович               | За серію робіт «Ефект зниження яскравості реліктового випромінювання в напрямку скупчення галактик».                                             |
| 2002 | Зельдович Яків Борисович            | За серію робіт «Ефект зниження яскравості реліктового випромінювання в напрямку скупчення галактик».                                             |
| 2005 | Зибін Кирило Петрович               | За цикл робіт «Нелінійна теорія гравітаційної нестійкості бездиссапативної холодної речовини та формування великомасштабної структури Всесвіту». |
| 2005 | Гуревич Олександр Вікторович        | За цикл робіт «Нелінійна теорія гравітаційної нестійкості бездиссапативної холодної речовини та формування великомасштабної структури Всесвіту». |
| 2008 | Лукаш Володимир Миколайович         | За цикл робіт «Народження збурень густини у Фрідманівському Всесвіті».                                                                           |
| 2011 | Долгов Олександр Дмитрович          | За цикл робіт «Застосування методів квантової теорії поля, фізики елементарних частинок в космології».                                           |
| 2014 | Новиков Ігор Дмитрович              | За цикл робіт з аналізу процесів у розширення Всесвіту, визначення параметрів квазарів і фізики чорних дір.                                      |
| 2017 | Ткачов Ігор Іванович                | За цикл робіт «Нові напрямки в космології раннього і сучасного Всесвіту».                                                                        |
| 2017 | Барвінський Андрій Олегович         | За цикл робіт «Нові напрямки в космології раннього і сучасного Всесвіту».                                                                        |
| 2017 | Муляр Олександр Юрійович            | За цикл робіт «Нові напрямки в космології раннього і сучасного Всесвіту».                                                                        |
| 2020 | Курт Володимир Гдалевич             | За цикл робіт «Рекомбінація водню в гарячій моделі Всесвіту».                                                                                    |